# عبادي الجوهر
عبادي الجوهر (24 أبريل 1953)، مغني وملحن سعودي. يعد واحدًا من أفضل المطربين على الساحة العربية، قام بتسجيل أكثر من 52 ألبوم غنائي طوال مسيرته الفنية. وفاز بجائزة «الموسيقى» من مبادرة الجوائز الثقافية الوطنية في دورتها الرابعة 2024.

## النشأة
ولد عبد الله محمد الجوهر المعروف بـ عبادي الجوهر في جدة في 24 أبريل، نشأ عبادي يتيما وتربى هو وأخوه عبد الرحمن على يد والدته. دخل مجال الغناء صغيرًا ولم يكمل دراسته الثانوية، حيث تنقل بين بيروت والقاهرة وجدة للعزف وتسجيل الأغاني. عندما دخل مرحلة العشرينات عانت أمه من الآلام والمرض، أصر عبادي على عرض والدته على أطباء مصر لكنها لم تشفَ، ذهب بوالدته إلى جدة حيث رقدت هناك، ومع أذان الظهر يوم الثلاثاء 15 شوال 1392 هـ فارقت والدته الحياة. قال عبادي عن يوم فقد والدته «كانت والدتي بالنسبة إليّ كل شيء وكنت قريبًا منها جدًا، وفي العام 1974 توفيت والدتي وأثر في هذا الأمر وكانت هي أمي وأختي ومستشارتي، وعندما فقدتها شعرت أنني فقدت كل شيء».

## المسيرة الفنية
تعلم عبادي العزف بنفسه وهو في سن الثانية عشرة حيث كان يعزف 7 ساعات متواصلة يوميًا، ومع هذا كان الفنان الجوهر متوجها إلى مجال آخر بعيد عن الفن وهو المجال العسكري حيث أراد أن يصبح عسكرياً، ولكن لقائه بطلال مداح غير مسار حياته، وأدخله الوسط الفني. بدأ عبادي رحلته الفنية عام 1967 وكان ذلك بترتيب من الفنان لطفي زيني الذي أصر على أن يذهب به إلى طلال مداح الذي سمعه وأعجب بموهبته وقام بضمه لشركتهما «رياض فون». يقول طلال عنه: «أول مرة قابلت عبادي كان عمره 14 سنة لفت انتباهي أنه يعزف بطريقة محترف له عشرين سنه يعزف». سجل مجموعة أعمال من ألحان جميل محمود وعمر كدرس في بيروت، أشهر أغانيه تلك الفترة كانت أغنية يا غزال من ألحان طلال مداح عام 1968، وقام بالغناء في حفل ساهر مع الفنانة هيام يونس في بيروت في مسرح التلفزيون في نفس السنة. في بيروت قام أيضا بتسجيل أغنية يا حلاوة من كلمات لطفي زيني وألحان طلال مداح عام 1969، يقول عبادي «عندما أردت أن أسجل أغنية (يا حلاوة) ولم يكن قد وضع لها طلال المقدمة فحاولت أن أضعها بنفسي، وقبل التسجيل وصل وفرحت لأنه إذا لم تعجبه المقدمة سيضع غيرها، وعندما سمعها أُعجب وتركها كما هي».
في عام 1970 بدأ في التلحين لنفسه بداية بأغنية أحبها، ثم سافر إلى القاهرة عام 1971 لتسجيل أغنية من ألحانه وهي بعنوان كأنك حبيبي من كلمات الأمير بدر بن عبد المحسن، ولحن منلوج للفنان الراحل لطفي زيني باسم (هذي السيارة). كانت انطلاقته الكبيرة في عام 1976 حينما شارك في حفل دورة الخليج الرابعة في قطر، كان البث مشترك بين جميع الدول المشاركة، وقدم مجموعة من أهم أعماله مثل رحال، الله معك، بنت الضحى، أنا أشهد. في عام 1978 لحن إحدى أشهر أغاني طلال مداح وقدمها له بعنوان «طويلة يا دروب العاشقين» من كلمات الأمير بدر بن عبد المحسن. رغب عبادي بالعمل المستقل وقام بإنشاء مؤسسته «أوتار للإنتاج الفني» في عام 1984، والتي بدأ من خلالها إنتاج ألبوماته بعد إصدار نظام حفظ حقوق الفنان السعودي.
في فترة من الفترات أحب عبادي عزف الجيتار لكنه وجد أن ارتباطه بالعود أكبر ورأي أن ينفذ ما يفعله على الجيتار على العود، أراد أيضًا أن يدمج الموسيقى الغربية بالمقامات الشرقية فدمج معزوفة المالاغوينا مع تقاسيم شرقية لكن مع الاحتفاظ بروح المعزوفة الأساسي. وأول ظهور للمعزوفة كانت في حفلة كان بباريس 1994. انضم عبادي إلى طاقم عمل المسلسل الدرامي «ساق البامبو»، حيث وافق عبادي على غناء مقدمة العمل الذي تم عرضه في رمضان على قناة الراي.

## الملحن عبادي
الموسيقار عبادي الجوهر يعتبر من أهم الملحنين في الوطن العربي بشهادة كبار الفنانين. وفي أحد البرامج كان يستضيف عبادي اتصل الفنان وديع الصافي وطلب من عبادي الجوهر أن يلحن له كما أن الفنان خالد عبد الرحمن عرض على عبادي بأن يعطيه بعض من قصائده مقابل لحن من عبادي وأيضًا سبق له أن لحن لنجاة الصغيرة أغنية قد الحروف ولكن نجاة أعلنت اعتزالها وطلب اللحن عدة فنانين وفنانات وتم تقديم الأغنية للفنانة السورية أصالة نصري.

### فنانين لحن لهم عبادي
- طلال مداح.
- نجاة الصغيرة.
- عبد الله رشاد.
- سميرة سعيد.
- أصالة نصري.
- رجاء بلمليح.
- أسماء المنور.
- عباس إبراهيم.
- رابح صقر.[9]

## الحياة الشخصية
تزوج عبادي في الثمانينات من نورة سعد الحريقي ورزق ببنتين، الأولى سارة وبها ينادى والثانية مي. عانت زوجته أم سارة من مرض السرطان بداية 2006 وأدخلت العناية المركزة في لندن، لكنه نقلها بالإخلاء الطبي إلى المستشفى العسكري في جدة وتوفيت فجر الجمعة 13 أكتوبر 2006 في شهر رمضان. وبعدها بشهر واحد توفي أخوه الكبير عبد الرحمن، وابتعد عبادي عن الساحة الفنية لعام ونص حتى عاد وبقوة بألبوم الجرح أرحم.
من هواياته القراءة والاطلاع على كتب التاريخ والشعر العربي القديم، ومن محبي كرة الطاولة وعاشق للنادي الأهلي السعودي. عشق عبادي الجوهر لآلة العود دفعه لمحاولة الحصول على عود الملحن الراحل محمد القصبجي وحتى الآن ما زال الجوهر يحتفظ بالعود الذي أصبح عمره 100 عام. كان يفضل العزف المنفرد ويتمنى أن يصل لمستواه، يقول عن العود «إنه صديقه الوحيد والأقرب لقلبه». يوجد قسم خاص في منزل عبادي الجوهر يوجد فيه كل ما يتعلق بأعماله وفنه ودروعه الخاصة وجوائزه وأعواده الخاصة فقط.

## ديسكوغرافيا
في رصيد عبادي الجوهر 52 ألبوم إستديو و10 أسطوانات و7 ألبومات ريميكس و12 ألبوم مشترك وشارك في خمس ألبومات وطنية (أوبريت).

### ألبومات الاستديو
1. يبان الشوق - جلسة 1
2. على الميهاف
3. عبادي الجوهر - جلسة 3
4. كلميني
5. غريب
6. أنا مسافر
7. انكتب وعدي
8. سمار - جلسة 8
9. بنفترق
10. الصبر
11. أصدق ما كتبت
12. الإعصار الأخضر
13. قالوا ترى - جلسة 13
14. رحال
15. نامت الاشواق
16. سوالف رحلتي
17. السفينة
18. أنا أحبك
19. شهر
20. عبادي الجوهر
21. أغاني زمان 1
22. أغاني زمان 2
23. قالوا ودعلك
24. استاهلك
25. جرح المودة
26. كيف اوصلك
27. حبك مسافة
28. جلسة طرب 93
29. دخون
30. جلسة طرب 95
31. عباديات
32. مليت
33. جلسة طرب 96
34. كفاك غرور
35. جلسة طرب 98
36. جلسة طرب 99
37. يسعد صباحك
38. جلسة طرب 2000
39. المرايا
40. جلسة طرب 2002
41. الله يصبرني
42. عبادي الجوهر 2004
43. أجهلك
44. الجرح ارحم
45. جلسة طرب 2008
46. أوفى الخلق
47. جلسة طرب 2010
48. أنا وعودي
49. زمان أول
50. خلاص ارجع
51. عبادي 2021 (شفت الوهم)
52. عبادي الجوهر 2022

## الجوائز والتكريم
حصل على الكثير من الجوائز والدروع العالمية وأوسمة من الدرجات الأولى والثانية منها:
- الدكتوراه الفخرية من أكاديمية الفنون بمصر.[6]
- كُرم في اليوم الوطني السعودي مرتين.
- جائزة أفضل مطرب خليجي من مصر.
- تكريمه بمهرجان الإسكندرية للأغنية على مسرح الأوبرا.
- أعلى وسام في سلطنة عمان تقلده من السلطان قابوس عندما قدم وصلة في مهرجان العود عام 2005.
- حصل على العود الذهبي من روتانا.
- درع الإبداع (رمز الأغنية السعودية) من جمعية الثقافة والفنون 2018.
- جائزة أفضل مطرب خليجي في مهرجان الأغنية العربية المصورة في مونديال الإعلام العربي في دورته الخامسة.[11]
- كرّم من موسم جدة 2024 لمسيرته الفنية.[12]

### مسرح عبادي الجوهر أرينا
في 4 يونيو 2024م افتتح مسرح عبادي الجوهر أرينا في مدينة جدة، وهو مسرح يتسع لـ 16 ألف شخص بنته الهيئة العامة للترفيه تكريماً له ولمسيرته الفنية وإسهاماته في تاريخ الأغنية السعودية.

## ألقابه
لقبه الفنان الراحل طلال مداح بأخطبوط العود على مسرح التلفزيون 1983، ولقبه الأمير عبد الرحمن بن مساعد بن عبد العزيز آل سعود بـ سفير الحزن، وكذلك لقب بـ موسيقار الجزيرة العربية ومطرب العرب في دار الأوبرا المصرية، ويظل اللقب المفضل لعبادي الجوهر هو الفنان السعودي عبادي الجوهر أو أبو سارة.